# Colin McGlashan
Colin McGlashan est un footballeur écossais, né le 17 mars 1964 à Perth, Écosse. Évoluant au poste d'avant-centre, il est principalement connu pour sa longévité, avec 22 saisons comme joueur professionnel, au cours desquelles il a porté le maillot notamment de Cowdenbeath, Clyde, Partick Thistle, Montrose et Arbroath.

## Biographie

### Carrière de joueur
Après avoir connu des débuts professionnels à Dundee (18 mois) puis à Dunfermline Athletic (6 mois), il signe à Cowdenbeath où il restera 2 saisons pleines, inscrivant 27 buts pour 60 matches de championnat.
Il s'engage alors pour Clyde. Au cours des 4 saisons où il anime l'attaque du club, il inscrit 48 buts en 140 matches de championnat, devenant un héros aux yeux des supporteurs des Bully Wee, avant que son départ pour l'un des rivaux du club, Partick Thistle, ne lui fasse gagner le surnom de Judas auprès de ceux-ci. Il restera 3 années chez les Jags, inscrivant 30 buts en 103 matches de championnat. Beaucoup de gens se souviennent d'une anecdote au sujet de Colin McGlashan, alors qu'il était joueur de Partick Thistle. Au cours d'un match, alors qu'il souffrait d'une blessure et se faisait soigner sur le bord du terrain, son entraîneur, John Lambie, va alors voir son adjoint, Gerry Collins (en), et lui dit : « Va lui dire qu'il est Pelé et qu'il retourne sur le terrain » (Tell him he's Pelé and get him back on).
Après un passage à Ayr United pour une saison, il s'engage pour Montrose où il reste 4 saisons, inscrivant 67 buts en 141 matches de championnat. Il quitte ce club pour s'engager chez le grand rival de celui-ci, Arbroath, où il passe 3 saisons, inscrivant 33 buts en 88 matches de championnat.
Il finit sa carrière par 3 saisons à Elgin City et raccroche les crampons à 40 ans.